# Сенон (Вогезы)
Сенон (фр. Senones) — коммуна во Франции, в округе Сен-Дье-де-Вож департамента Вогезы административного региона Гранд-Эст (исторический регион Лотарингия).

## История
Город возник вокруг бенедиктинского аббатства Святого Петра, основанного епископом Санса святым Гундебертом около 640 года. Со времен Каролингов аббатство подчинялось епископам Меца.
Около 1050 года Сенон подпадает под покровительство Германа, претендента на титул короля Германии и основателя рода Зальмов. С 1751 года город стал столицей суверенного княжества Сальм-Сальм. В 1754 году принцем Николаем Леопольдом было завершено строительство княжеского дворца, тогда же Сенон с визитом к аббату Огюстену Кальме посетил Вольтер. Однако в 1793 году княжество было аннексированно Национальным конвентом.
В ходе Первой и Второй мировых войн город находился в районе боевых действий. В связи с этим Сенон был награжден Военным крестом 1914—1918 годов и Военным крестом 1939—1945 годов.

## Галерея

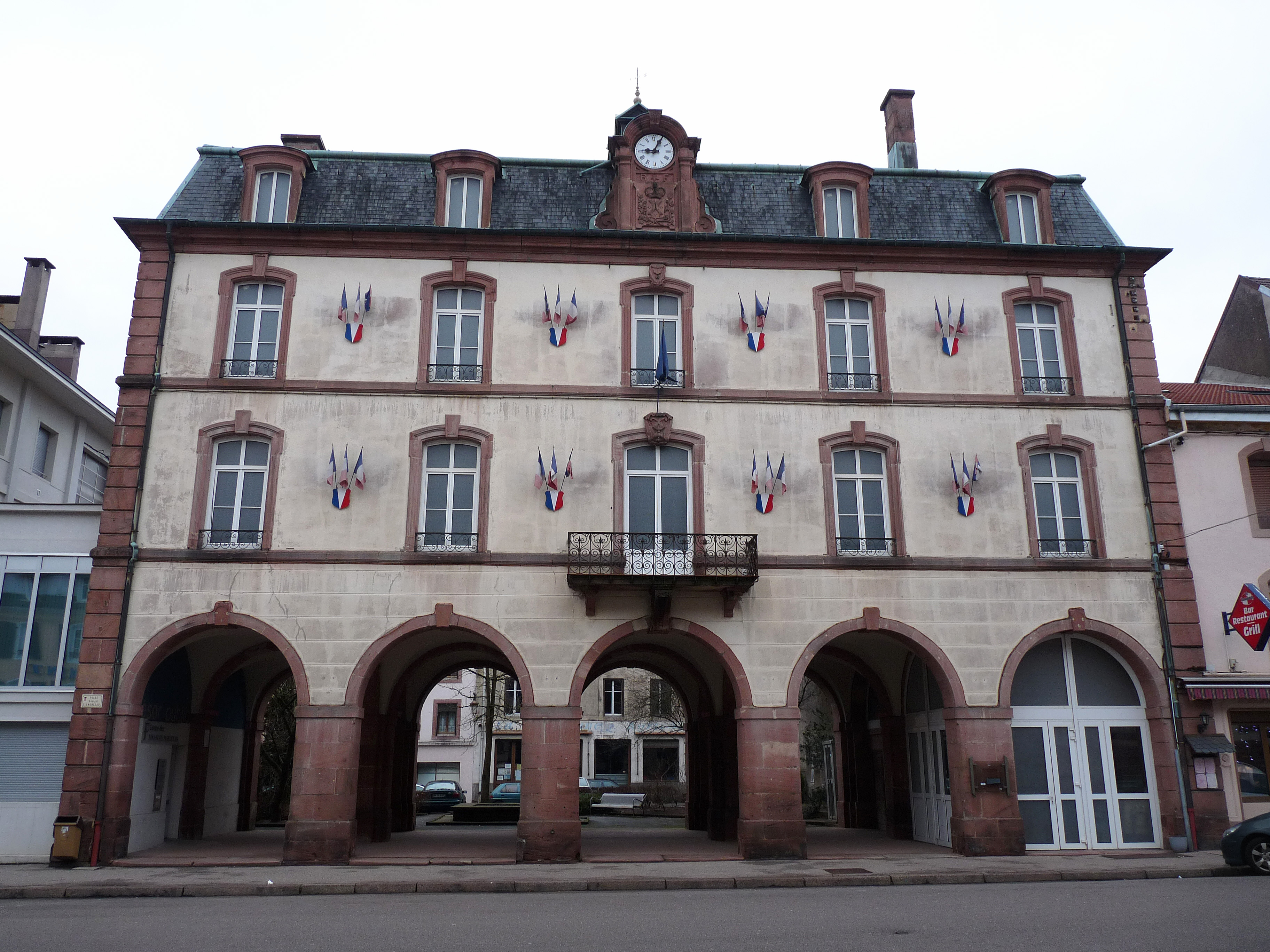
Мэрия
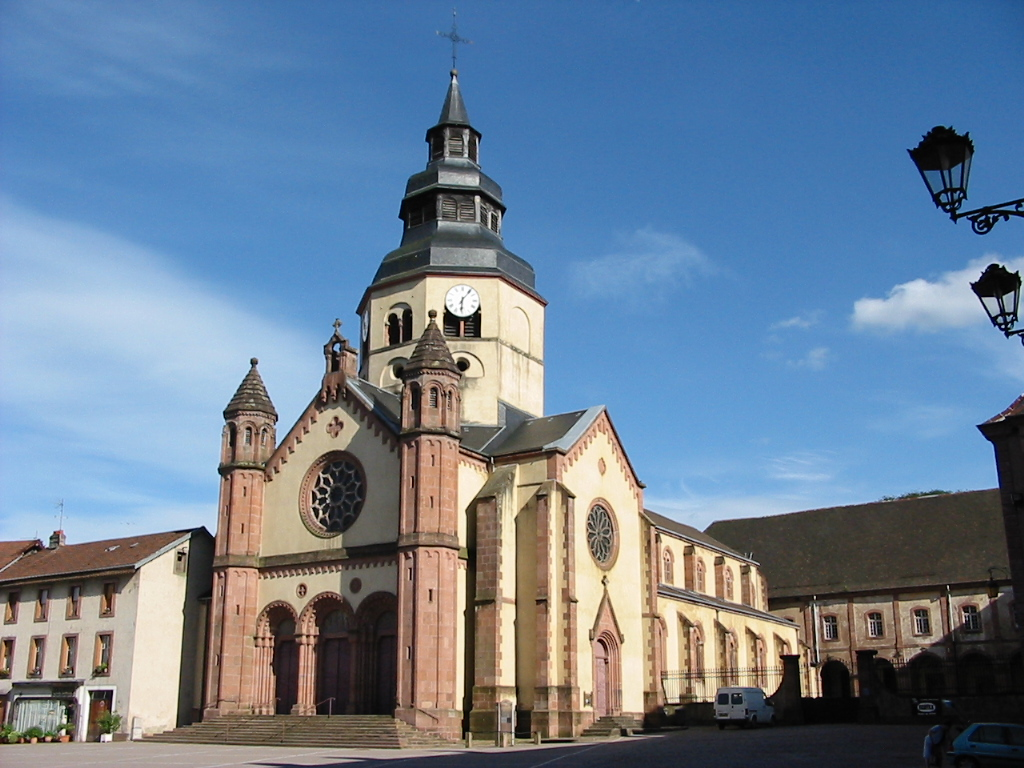
Аббатство Святого Петра
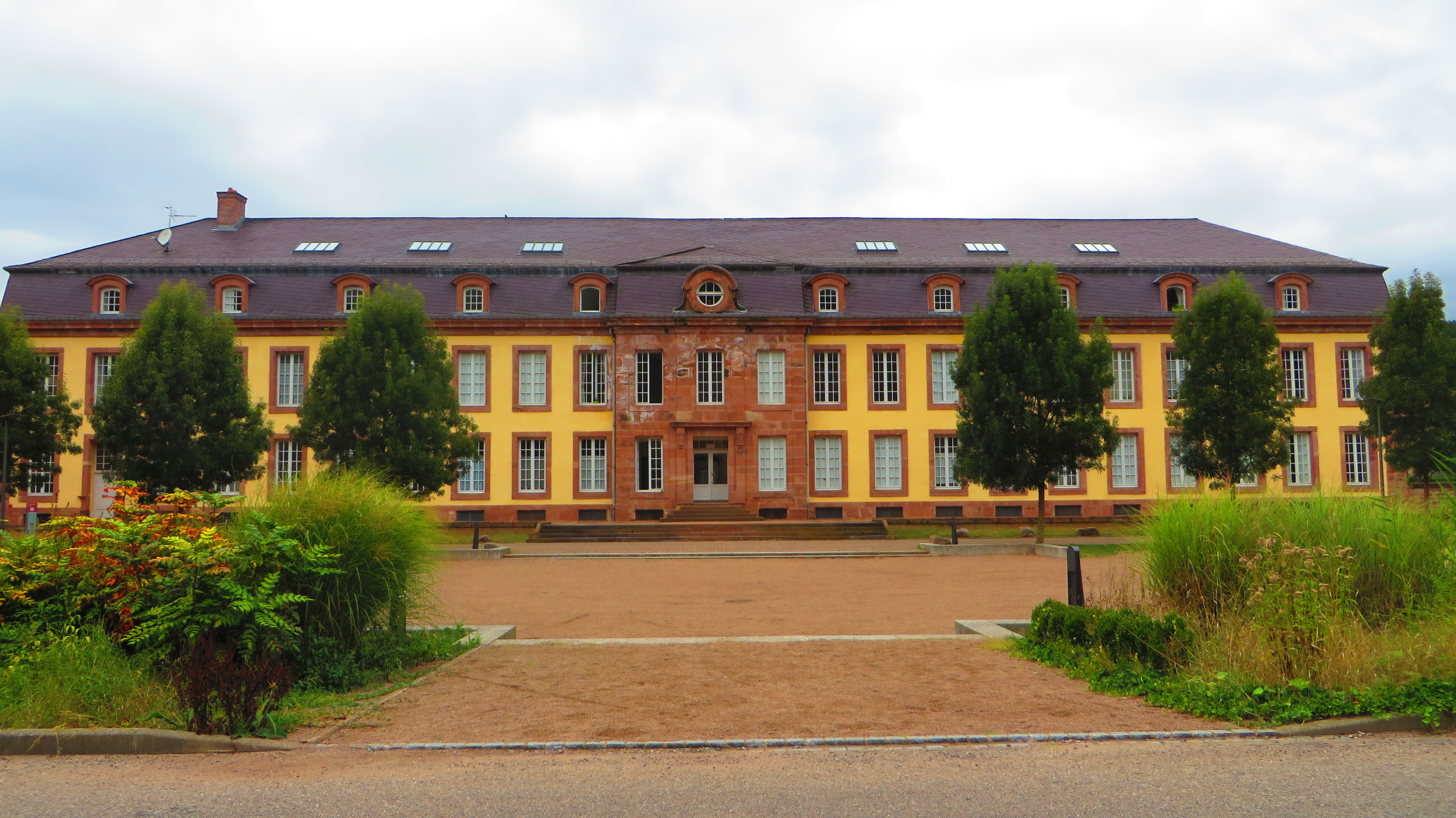
Княжеский дворец принцев Зальм
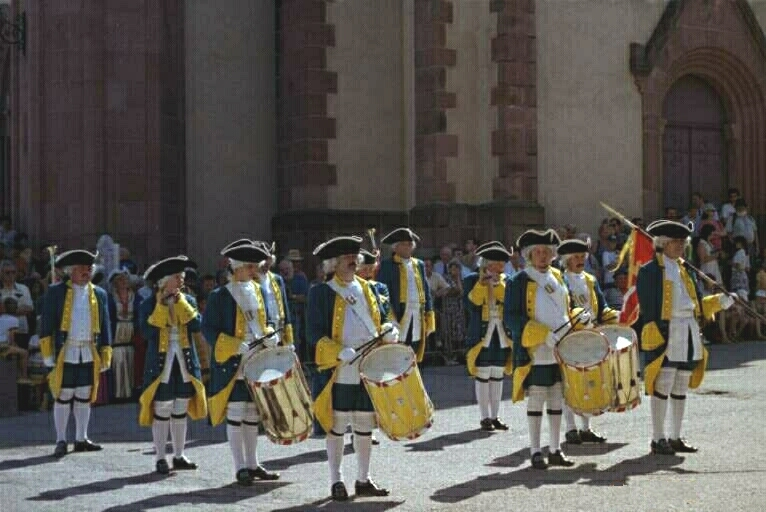
Реконструкция торжественной смены караула